# Museo della città di Lubiana
Il museo della città di Lubiana (in sloveno Mestni muzej Ljubljana) è un museo storico di Lubiana. L'edificio è posto in via dei Nobili 15 (Gosposka ulica 15) all'interno del palazzo Turjak costruito nel 1642, in pieno centro della capitale slovena.

## Storia

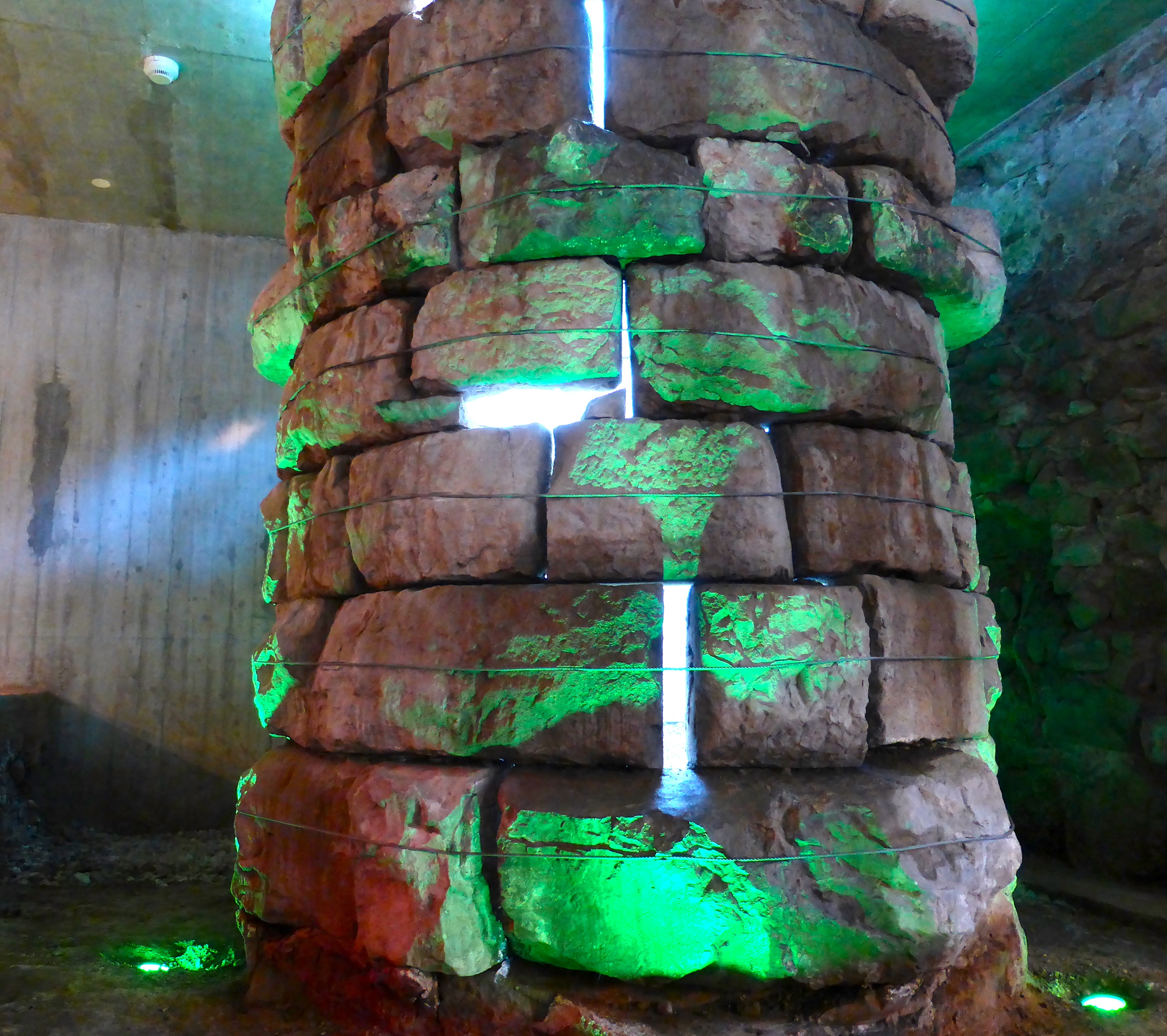
Un pozzo di epoca romana conservato nel museo

Il museo si trova all'interno del palazzo di Auersperg risalente al 1642. I lavori di restauro tra il 2000 ed il 2004 compiuti nei seminterrati e nel cortile hanno portato alla luce alcuni reperti storici della cultura dei campi di urne, della cultura di Hallstatt, della cultura di La Tène  e della storia moderna. Importanti sono due tombe di guerrieri La Tène ritrovate nel 2002.
Il museo ha raccolto manoscritti ed opere, ed organizza mostre ed eventi che riguardano la città, la sua storia ed i suoi cittadini.
Il reperto archeologico più famoso è una ruota di legno risalente al 3350-3100 a.C., ritrovata durante gli scavi in alcuni resti di palafitte nella paludi di Lubiana. La ruota che risalirebbe a circa 5100-5350 anni fa, sarebbe la più antica mai rinvenuta. La ruota ha un diametro di circa 140 cm ed uno spessore di 5 cm, era utilizzata per il trasporto di legname dai boschi.